# Julio Ponce Aragón
Julio Ponce Aragón (San Miguel de Tucumán, 7 de junio de 1937-Santa Fe, 12 de agosto de 2017) fue un baloncestista, locutor y periodista argentino de extensa trayectoria en su país.

## Biografía

### Carrera deportiva
Hijo de Roberto Ponce Aragón, a los 18 años tuvo un pasado ligado al deporte ya que defendió los colores del Club Atlético Gimnasia y Esgrima, siendo campeón sudamericano juvenil en Cúcuta, Colombia.
En ese Sudamericano Juvenil inaugural, Argentina fue el campeón con un plantel también dirigido por el profesor Jorge Hugo Canavesi y donde descollaban quienes ya estaban siendo figuras: Ricardo Alix, Norberto Giorgio, Ricardo Crespi, Juan Carlos Gago, Aldo Escalante y Miguel Ángel Chacón. El plantel de diez jugadores se completó con Jorge Curi (Capital Federal), Juan Luis Sabatini y Mario Brusadin.

### Carrera de locución
Forjó una importante y vasta carrera en LT 9 en su provincia Santa Fe, donde fue una voz dominante e identificatoria durante décadas. Cuando se produjo el inicio de la Nueva Nueve, en 1970, se convirtió en el locutor comercial durante muchísimo tiempo del periodista Ricardo Porta desde 1968, quien lo bautizó como «la voz de bronce». Sus comienzos se dieron en  Audición deportiva.
Comenzó a tener turnos de madrugada, pero dada su actividad como personal jerarquizado de tribunales (de 7:00 a 13:00 horas), empezó a formar parte del equipo que desarrollaba tareas por la tarde de 14:00 a 20:00. Este horario de aire lo vinculó a los espacios deportivos de la radio siendo el locutor de las audiciones diarias como así también de las legendarias transmisiones de fútbol, los Campeonatos Argentinos de Básquet, veladas de boxeo y otras.[cita requerida]
Junto a Osvaldo Cobelli y luego a Ángel Gasperín, fueron durante mucho tiempo el plantel de locutores del deporte rotando en transmisiones sobre un mismo evento por la enorme cantidad de publicidad en vivo que estas tenían, a lo igual que las horas de duración.
Julio también fue animador de bailes, sobre todo de los famosos encuentros danzantes del club Social y Deportivo Santa Rosa, entre 1960 y 1970.
Entre muchos reconocimientos y premios, recibió el Brigadier Estanislao López en 2000, y fue declarado Ciudadano Ilustre por el Concejo Municipal de la ciudad de Santa Fe, en el año 2012.[cita requerida]

### Últimos años y muerte
Jubilado en su labor en tribunales y retirado de los medios radiofónicos en 1992, pasó sus últimos años bajo tratamientos debido a una enfermedad neurológica progresiva que lo aquejaba seriamente. Falleció el 12 de agosto de 2017 debido a complicaciones de dicha patología. Ponce Aragón tenía 80 años.